# دیفیکالت (تنسی)
دیفیکالت (به انگلیسی: Difficult) یک منطقهٔ مسکونی در ایالات متحده آمریکا است که در شهرستان اسمیت، تنسی واقع شده‌است. دیفیکالت ۱۶۳٫۹۸ متر بالاتر از سطح دریا قرار دارد.